# Stenotsivoka latipes
Stenotsivoka latipes là một loài bọ cánh cứng trong họ Cerambycidae.